# Pariz
Pārīz (farsi پاریز) è una città dello shahrestān di Sirjan, circoscrizione di Pariz, nella provincia di Kerman. Aveva, nel 2006, una popolazione di 4.527 abitanti.